# Igreja de Santa Maria Maior (Chaves)
A  Igreja de Santa Maria Maior, Igreja Paroquial de Chaves ou Igreja Matriz, é um templo cristão na freguesia de Santa Maria Maior, na cidade e no município de Chaves.
Encontra-se classificada como Imóvel de Interesse Público desde 1997.

## História
Chaves foi durante o período romano um dos mais importantes núcleos urbanos da península, tendo os registos da época das invasões suevas, citado a cidade como sede de um bispado cristão.  O templo existente teria sido parcialmente destruído, tendo a época de ocupação árabe ditado a extinção da diocese.
As referências documentais à Igreja de Santa Maria Maior aparecem lavradas nas Inquirições Afonsinas de 1259. O templo românico terá sido construído possivelmente no século XII, sobre outro de origem visigótica.  Ainda se mantêm a torre sineira e o seu portal da estrutura medieval.
Foi feita uma grande reforma ao templo no reinado de D. João III, ao integrar, na estrutura românica, dois portais bem ao estilo renascentista.

## Arquitetura
De linhas claramente inspiradas na arquitectura italiana, com  um arco de volta perfeita e ladeado por colunelos é inserido no frontão de remate triangular. 
O portal lateral, é atribuído ao pedreiro, escultor João Noblé. A decoração é repleta de motivos de grutesco, possuindo esculpidos no extradorso do arco os bustos de São Paulo e São Pedro.
No interior conserva-se a estrutura medieval composto por três naves marcadas por robustos pilares, tecto de madeira (século XIX), Originalmente a cobertura era feita por abóbadas de canhão. 
Antes da capela-mor, existem duas capelas. A capela do Santíssimo, do séc. XVI e reconstruída em meados de Setecentos. No espaço fronteiro, a capela é dedicada a Santa Maria, atrás da qual se situa a sacristia.
A Capela-mor reedificada na segunda metade do século XVI, (1561), a expensas de Domingos Gonçalves. Abre com um arco triunfal ogival, encimado por um painel de azulejos, alusivo à Assunção de Maria.  A abóbada polinervada , apoiada em mísulas. 